# Hrvatski sokol Split
"Hrvatski sokol" Split osnovan je 26. siječnja 1893.g. u Splitu, nakon što se nekoliko godina ranije u Hrvatskom kulturnom društvu "Slavjanski napredak" 1877.g. raspravljalo o osnivanju hrvatskog gimnastičkog društva. Prvi starješina splitskog Sokola bio je Vinko (Vicko) Katalinić. 
Suosnivači su bili dr. Ivan Mangjer, Mate Jankov, dr. Eduard Grgić, Filip Muljačić, dr. Vicko Mihaljević i Petar Stalio.
Povijest splitskog "Sokola" je važna jer su i njemu njegovali gotovo svi tada poznati sportovi, koji su polagano prerastali u vlastite klubove društva. Nakon javne vježbe Sokola u Trogiru, 21.06.1903.g. na predjelu zvanom Travarica odigrana je nogometna utakmica između pripadnika Sokola. (vjerojatno između pripadnika splitskog i trogirskog Sokola). 
Sokolsku ekipu u crvenoj majici predvodio je vođa društva Vjekoslav Radica. 
To je do tada bila nepoznata igra i za gledatelje prava senzacija. 
Radi bolje organizacije osnovane su župe. Splitska V. župa je nosila naziv "Vojvoda Hrvoje". Sve župe su 1904.g. na poticaj dr. Josipa Smodlake ujedinjenje u Savez hrvatskog sokolstva, čije je sjedište bilo na Trsatu. 
Velik dio arhive splitske V. župe "Hrvatskog sokola" je uništeno, ali u knjizi Adolfa Paara "Hrvatski sokol" možemo vidjeti kakva je bila organizacija V. župe "Vojvoda Hrvoje" 1908.g. 
Starosta je bio Gajo Bulat, a M. Gradeček je bio vođa župe. 
U župu su spadali sljedeći gradovi (datum i godina osnutka su navedeni tamo gdje se takav podatak zna): 
- Split 1893.
- Sinj 1905.
- Vranjic 1.1.1910.
- Grižane (Splitska r.) 18.10.1908.
- Novigrad (dalm.) 30.11.1907.
- Makarska 1894.
- Dolac Donji (kod Sinja)
- Vis 16.08.1907.
- Omiš 27.07.1912.g.
- Mali Iž, Jelsa (o. Hvar) 1910.
- Kaštel Sućurac, Kaštela 1908.
- Trogir 1893.
- Hvar 26.03.1910.
- Starigrad (o. Hvar) 19.08.1908.
- Dolj. Kašteli 1908.
- Korčula, Kaštel Stari, Žman, Široki Brijeg, Suhopolje, Milna 1912.
- Stobreč 1910.
- Postire (o. Brač) 1914.
- Selca (o. Brač) 1913.
- Solin 1910.g.

1908.g. je po projektu inženjera Kamila Tončića izgrađena zgrada Hrvatskog doma u Splitu, a koja je bila sjedište V. splitske župe "Hrvatskog sokola" Vojvoda Hrvoje. 
21. kolovoza 1910.g. održan je u Splitu na Krajevoj njivi (danas staro Hajdukovo igralište) I. slet sokolske župe Vojvoda Hrvoje.
U Hrvatskom domu održane su osnivačke skupštine sljedećih sportskih klubova: 
- 1911.g. HNK Hajduk,
- 1914.g. VK Gusar i
- 1920.g. JK Jadran.

U Zagrebu 14. prosinca 1919. osnovan Jugoslavenski olimpijski odbor. Prvi predsjednik bio je dr. Franjo Bučar. U tom je sastavu Split kao odbornik zastupao Bogumir Doležal, svestrani sportaš. Fabjan Kaliterna kooptiran je u Odbor 1920. godine. Prvi Olimpijski pododbor u zemlji osnovan je u Splitu na inicijativu Jugoslavenskoga olimpijskog odbora 25. lipnja 1920. Osnivačka sjednica održana je u Domu sokolskog društva Split. Prvi predsjednik bio je dr. Vjekoslav Lavš. Pojedine sportove zastupali su:
- Milan Alačević – veslanje
- ing. Frano Bettini – plivanje
- Ante Danilo – jedrenje
- dr. Ivo-Gjino Karaman – tenis
- Ante Katunarić – biciklizam,
- ing. Egidij Marchi – automobilizam
- dr. Jakša Račić – lov
- Ivan Tudor – bejzbol
- Šime Vučić-Djaković – mačevanje
- ing. Fabjan Kaliterna – nogomet
- predstavnik Sokolskog društva Split – gimnastika
- predstavnik vojske – jahanje i streljaštvo.

Atletika je privremeno ostala bez predstavnika. U cilju propagiranja sporta, Olimpijski pododbor organizirao je razne sportske priredbe u okviru pučkih natjecanja, kao i pokretanje lista "Jadranski šport". Radi prikupljanja novca za pripreme i odlaske sportaša na Olimpijske igre, Pododbor je organizirao razna natjecanja i balove. Prvo natjecanje održano je s nazivom „Olimpijski dan", a održano je 15. listopada 1922. Kasnije ovi pododbori mijenjaju naziv u Mjesni olimpijski odbori.
Godine 1929. uvođenjem šestojanuarske diktature 
su zabranjena su sva gimnastička društva s nacionalnim nazivima, 
te su ista dobila rok od tri tjedna da se priključe Sokolu Kraljevine Jugoslavije. 
Hrvatski sokolski savez nije pristupio novoosnovanom Sokolu Kraljevine Jugoslavije, već je donio odluku o raspuštanju svih hrvatskih sokolskih društava - koja su se svečano raspustila uz Himnu "Lijepu našu". Prethodno su se članovi pojedinih sokolskih društava fotografirati za zajedničke fotografije. 
Nakon toga se imovina sokolskih društava diljem Hrvatske konfiscirala, te su se sve djelatnosti u Sokolskim domovima odvijale u organizaciji i pod patronatom Sokola kao državne organizacije. 

Dana 28. i 29. lipnja 1931. održan je u Splitu na Krajevoj njivi (danas staro Hajdukovo igralište) veliki slet slavenskog sokolstva.
Split je 6. travnja 1941. napadnut iz zraka, a talijanske trupe okupirale su ga 15. travnja 1941. Pokušaji okupatora da oživi sport nisu uspjeli, pa se imovina klubova konfiscirala te su uništeni njihovi arhivi.
Za vrijeme Drugog svjetskog rata u zgradi Sokolskog doma je bilo sjedište talijanske fašističke omladine. Talijani su 1942.g. otukli izvornu secesijsku dekoraciju pročelja i interijera, budući da je fašistička arhitektura težila monumentalnosti i klasičnoj formi, bez ukrasa.
Ništa ozbiljnije nije postignuto ni 1943., nakon kapitulacije Italije, kad je uspostavljena vlast NDH. 
Po završetku Drugog svjetskog rata nekadašnji Hrvatski (kasnije Sokolski) dom preimenovan je u Omladinski dom. 
Godine 1951. sve prijeratne zgrade Sokola Kraljevine Jugoslavije postale su vlasništvo Društva tjelesnog odgoja »Partizan«. 
Do izgradnje „Malog sportskog centra Gripe" 1969. godine, najveća dvorana bila je ona u Omladinskoj ulici (danas Tončićeva 1), Hrvatski dom „Sokola" (tada DTO „Partizan"), koju su zimi koristili čak i Hajdukovi igrači, a tu je 1954. godine započeo i studij za nastavnike fizičke kulture Više pedagoške škole. 

Zgrada Hrvatskog doma u Splitu obnovljena je i svečano otvorena 19. prosinca 2020.g., pod budnim okom konzervatorice i restauratorice Sanje Buble, s namjerom da služi kao koncertna dvorana, a od sportske tradicije se odustalo. Zgrada zapanjuje ljepotom, funkcionalnošću, ali i veličinom.